# آبراهام لینکلن (فیلم ۱۹۲۴)
آبراهام لینکلن (انگلیسی: Abraham Lincoln) یک فیلم کوتاه به کارگردانی جی. سیرل داولی است که در سال ۱۹۲۴ منتشر شد.